# Södra djursjukhuset

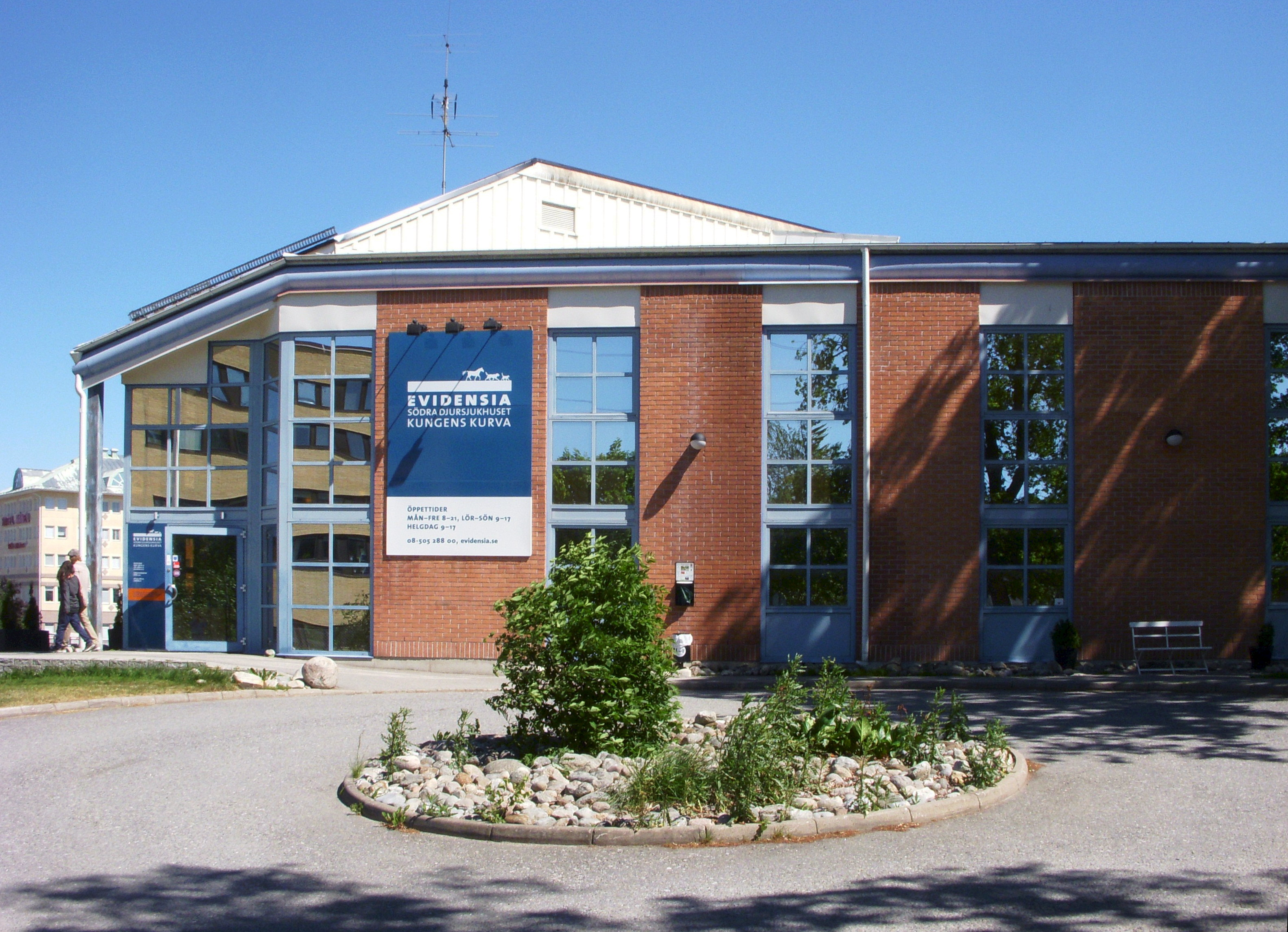
Södra djursjukhuset juni 2014.

Södra djursjukhuset är ett privat djursjukhus för smådjur (hund och katt) vid Månskärsvägen 13, Kungens kurva i Huddinge kommun. Sjukhuset är ett av Sveriges största i sitt slag och ingår sedan år 2012 i sjukhusgruppen Evidensia Djursjukvård.
Gamla Södra djurkliniken, föregångaren till dagens Södra djursjukhuset, började sin verksamhet 1967 av två personer i en villa vid Gamla Södertäljevägen i södra Stockholm.  År 1996 sysselsatte kliniken två heltidstjänster för veterinärer och 3,5 heltider för djursjukvårdare. Verksamheten växte och så småningom blev lokalerna vid Gamla Södertäljevägen för trånga. År 2004 flyttade man till nuvarande sjukhusbyggnad vid Månskärsvägen hörnet Pyramidbacken, där man fick tillgång till 1 500 m² lokalyta. Här arbetar för närvarande (2014) cirka 65 anställda varav 18 veterinärer fördelade på åtta avdelningar. Södra djursjukhuset förfogar bland annat över flera operationsrum, röntgen, eget laboratorium,  vattenbassäng för sjukgymnastik och utrustning för ultraljudsundersökning,  artroskopi, gastroskopi och rektoskopi. Sjuka djur behandlas stationärt eller inneliggande i en vårdavdelning som är bemannad dygnet runt. Djursjukhuset tar emot ungefär 26 000 patienter per år.
År 2012 sammanslöt man sig med Djursjukhuset Malmö, Regiondjursjukhuset Helsingborg, Strömsholm Specialistdjursjukhuset Hund och Katt, Strömsholm Specialistdjursjukhuset Häst till Evidensia Djursjukvård, som i början av år 2014 bestod av cirka 90 djursjukhus och djurkliniker i Sverige, Norge, Danmark och Finland.

## Bilder

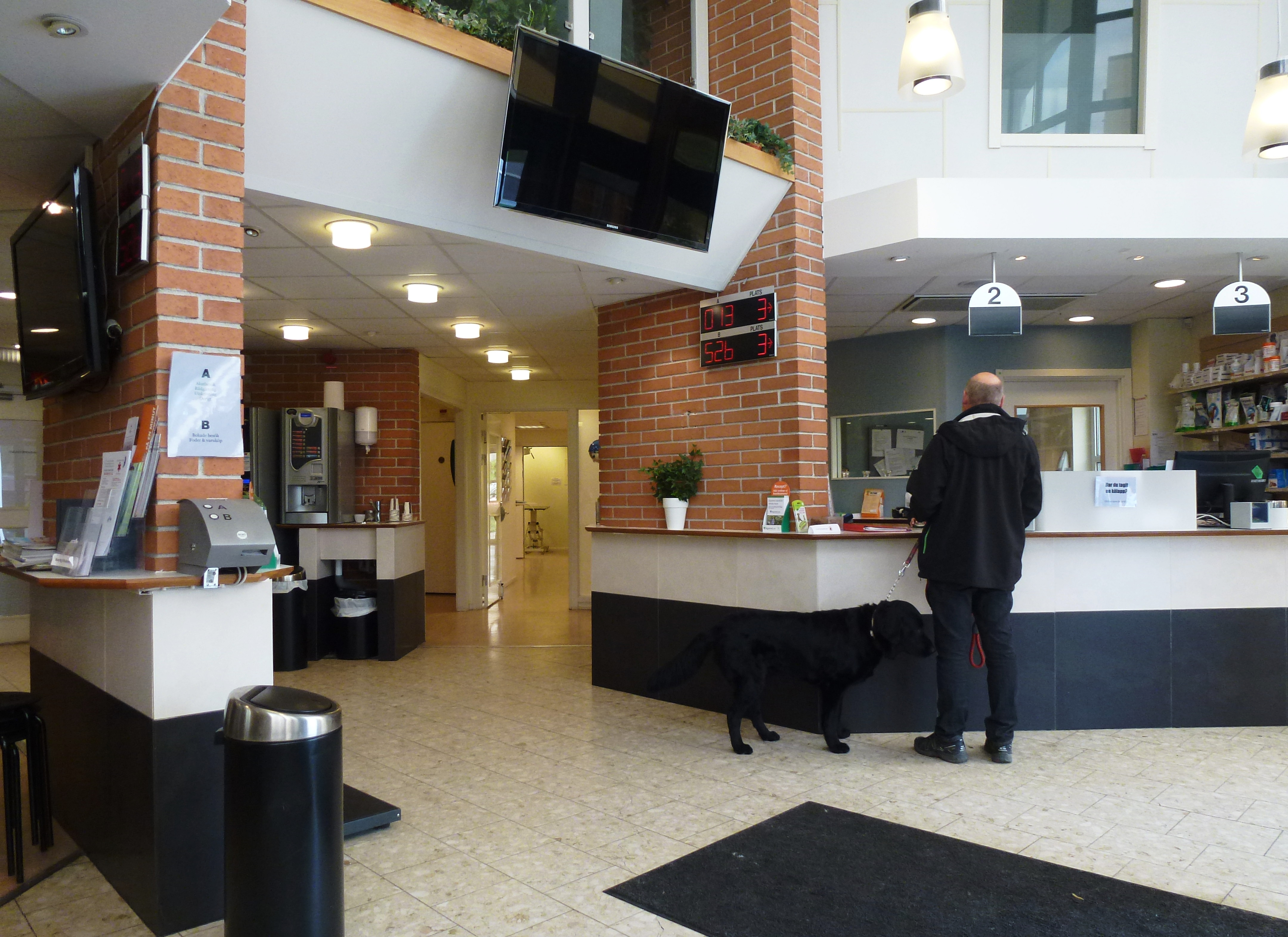
Reception och väntplats
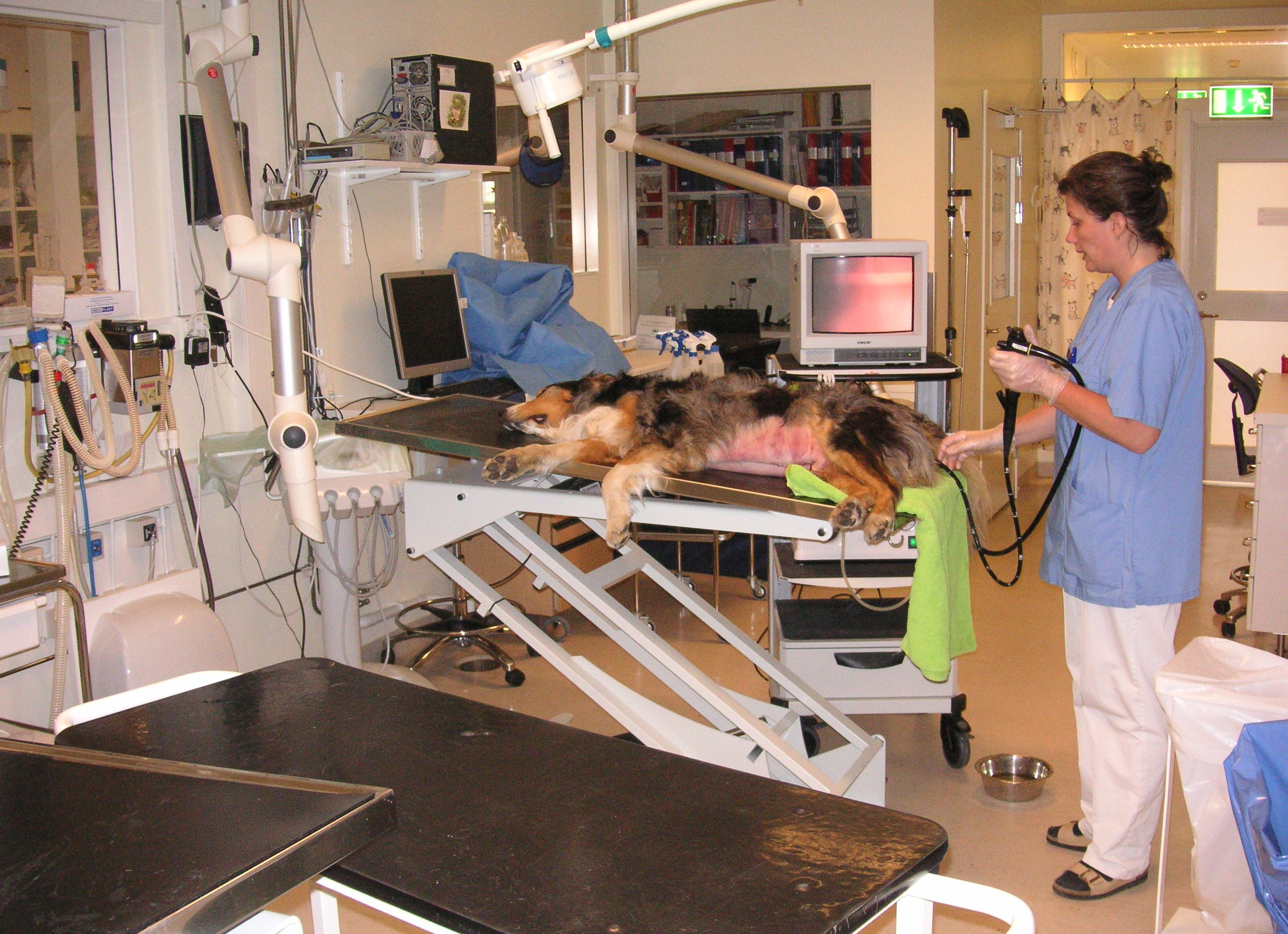
Operationsrum
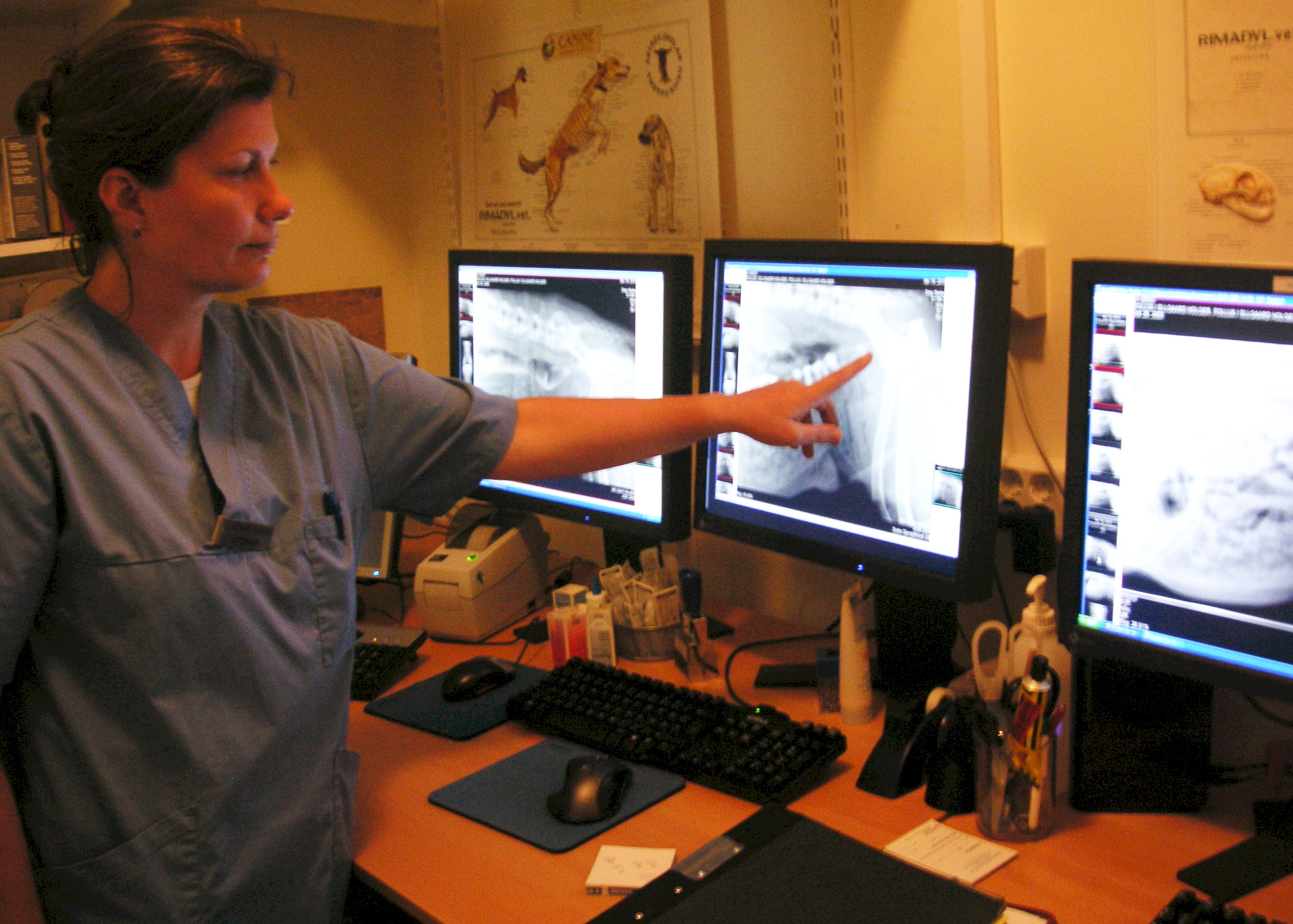
Röntgenavdelning
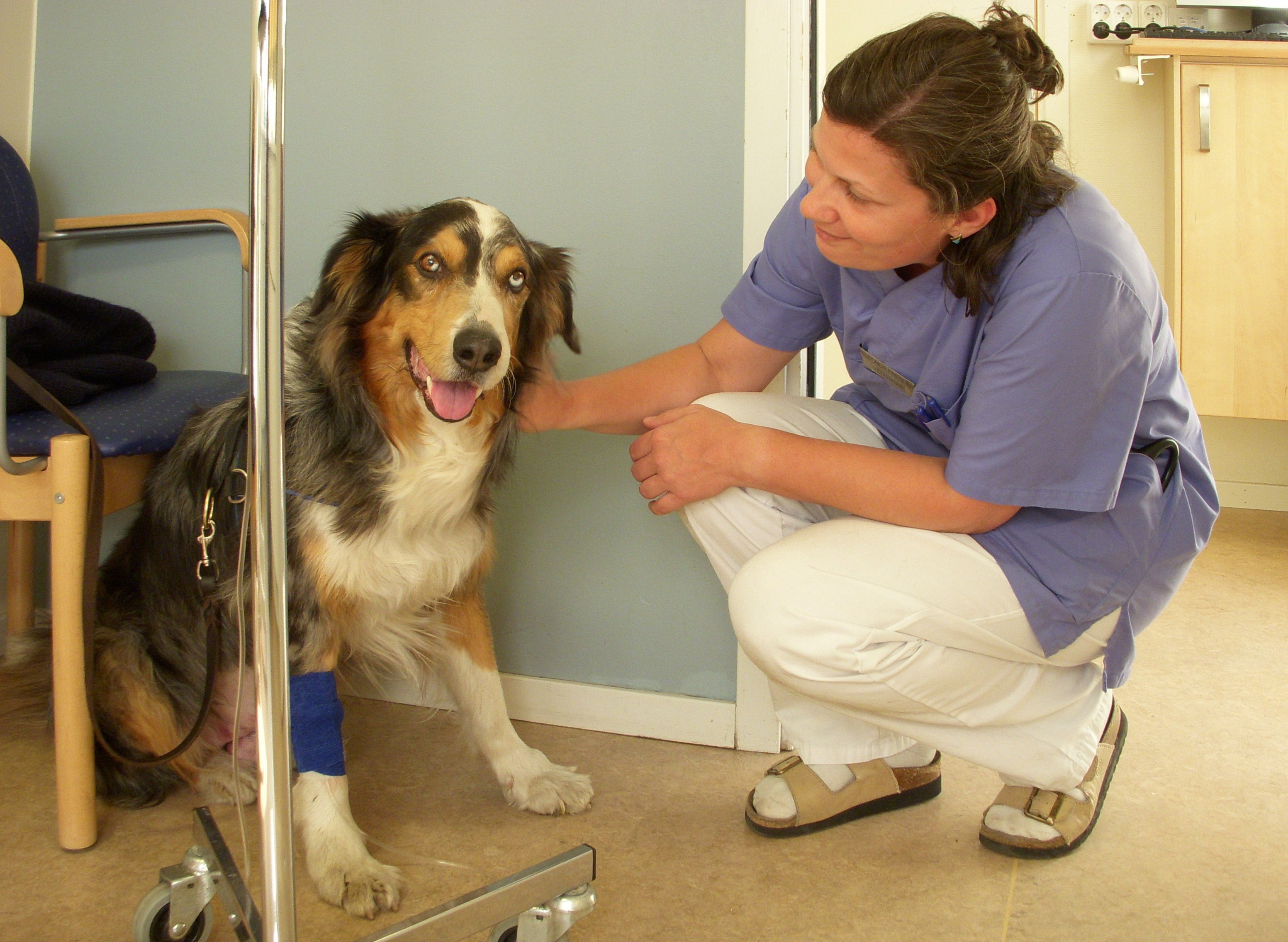
En patient får dropp